# Michel Abramowicz
Pour les articles homonymes, voir Abramowicz.
Michel Abramowicz (né le 24 janvier 1950 à Neuilly-sur-Seine) est un directeur de la photographie français.

## Filmographie partielle
- 1986 : Le bonheur a encore frappé de Jean-Luc Trotignon
- 1990 : La Fille des collines de Robin Davis
- 1993 : Vent d'est de Robert Enrico
- 1993 : Une journée chez ma mère de Dominique Cheminal
- 2000 : Capitaines d'avril de Maria de Medeiros
- 2003 : Michel Vaillant de Louis-Pascal Couvelaire
- 2005 : L'Empire des loups de Chris Nahon
- 2008 : Taken de Pierre Morel
- 2011 : The Thing de Matthijs van Heijningen Jr.
- 2012 : Stars 80 de Frédéric Forestier et Thomas Langmann
- 2019 : The Courier de Zackary Adler